# Cissus aubertiana
Cissus aubertiana är en vinväxtart som först beskrevs av Andrew Thomas Gage, och fick sitt nu gällande namn av P. Singh & B.V. Shetty. Cissus aubertiana ingår i släktet Cissus och familjen vinväxter. Inga underarter finns listade i Catalogue of Life.